# Pristimantis renjiforum
Pristimantis renjiforum är en groddjursart som först beskrevs av Lynch 2000.  Pristimantis renjiforum ingår i släktet Pristimantis och familjen Strabomantidae. IUCN kategoriserar arten globalt som starkt hotad. Inga underarter finns listade i Catalogue of Life.